# Tsukemono
Tsukemono (漬物, littéralement « choses macérées ») est le nom japonais donné aux techniques de conservation des aliments basés sur la macération des aliments (dans une saumure, du vinaigre ou encore une solution à base de sake kasu, avec ou sans adjonction d'aromates) ainsi qu'aux aliments produits par ces techniques.
Les tsukemono sont parfois aussi appelés pickles, terme anglais pour désigner les produits saumurés ou préservés à l'aide de vinaigre.
Ils sont servis avec du  riz comme okazu (plat d'accompagnement), avec des  boissons comme un otsumami (snack), ou comme une garniture de certains plats, et font partie des ingrédients d'un menu kaiseki ou d'un menu accompagnant le chanoyu.

## Fabrication
Les tsukemono sont disponibles dans les supermarchés japonais ; en France, on peut trouver du gari, qui accompagne traditionnellement les sushis. Des Japonais continuent à les faire eux-mêmes, la simplicité des recettes aidant (la recette de base nécessite un pot, du sel, et quelque chose pour peser sur la masse de tsukemeno).
Le tsukemonoki (漬物器), littéralement « récipient pour tsukemono », est utilisé pour réaliser les tsukemono. La pression est généralement exercée par de lourdes pierres appelées tsukemonoishi (漬物石) ; elle pèsent généralement un ou deux kilos, voire plus. Le récipient peut être en plastique, bois, verre, céramique, etc.
Les poids sont soit en pierre ou en métal, avec une poignée et recouverts d'une couche de plastique pour l'hygiène. Un autre type de tsukemonoki est parfois fait de plastique, et comprend une vis permettant de baisser le couvercle pour exercer la pression sur les ingrédients. Avant l'utilisation de tsukemonoishi, on créait une pression en insérant un coin entre le récipient et son couvercle.
L’asazuke est une méthode permettant d'obtenir des  tsukemono caractérisée par un temps de macération très court.

## Classification
| Type             | Kanji      | Ingrédient pour la macération               |
| ---------------- | ---------- | ------------------------------------------- |
| Shiozuke         | 塩漬け     | sel                                         |
| Suzuke           | 酢漬け     | vinaigre                                    |
| Amasuzuke        | 甘酢漬け   | sucre et vinaigre                           |
| Misozuke         | 味噌漬け   | miso                                        |
| Shoyuzuke        | 醤油漬け   | sauce soja                                  |
| Kasuzuke         | 粕漬け     | sake kasu (lies de la fermentation du saké) |
| Koji             | 塩麹       | riz malté                                   |
| Nukazuke (en)    | 糠漬け     | son de riz                                  |
| Karashizuke (en) | からし漬け | moutarde japonaise karashi                  |
| Satozuke         | 砂糖漬け   | sucre                                       |

Dans les définitions permettant de classifier les produits lors d'échange entre l'Europe et les États-Unis, les tsukemono sont classés parmi les « conserves de légumes » plutôt que des produits en saumure car ils ne sont pas conservés majoritairement dans de l'acide acétique ou du vinaigre distillé.

## Exemples
- Takuwan (daikon), umeboshi (prune, ume), navet, concombre, et  chou chinois sont les tsukemono les plus répandus et accompagnent le riz.
- Beni shōga (gingembre rouge dans de la saumure d'umeboshi) est utilisé comme garniture pour les okonomiyaki, takoyaki et yakisoba.
- Gari (gingembre coupé en tranches fines mariné dans une solution de sucre et de vinaigre) est utilisé entre les plats de sushis.
- Rakkyōzuke (un type d'oignon) est souvent servi avec du curry japonais ; il a un goût doux et rafraîchissant et est utilisé pour contrebalancer les goûts plus forts dans un menu.
- Fukujinzuke (en) est un mélange de daikon, d'aubergine, de racines de lotus et de concombre qui est mariné et aromatisé à la sauce soja.
- Bettarazuke (en) est un type de daikon mariné populaire à Tokyo.
- Matsumaezuke (en) est un plat mariné d'Hokkaidō fait à partir de calamar séché, de konbu, de kazunoko (rogue de hareng), carotte et gingembre ; la saumure est faite de saké, sauce soja et mirin.
- Nozawana désigne des légumes-feuilles marinés typiques de la préfecture de Nagano.

## Consommation
Le nombre de Japonais consommant des tsukemono est en baisse depuis au moins vingt ans. La majorité des consommateurs les achètent tout fait (85 % en 2023).
Les tsukemono préférés des Japonais, selon une enquête de 2023, sont dans l'ordre : asazuke, takuan, kimchi, nukazuke, hakusai-zuke (chou chinois fermenté), shiozuke et umeboshi.